# John Tyler
Pour les articles homonymes, voir Tyler.
John Tyler, né le 29 mars 1790 dans la plantation Greenway (en) dans le comté de Charles City (Virginie) et mort le 18 janvier 1862 à Richmond (même État), est un homme d'État, militaire et avocat américain, 10e président des États-Unis et 10e vice-président des États-Unis. Il est aussi un planteur esclavagiste.
Capitaine de la guerre anglo-américaine de 1812 élu à la Chambre des représentants des États-Unis pour la Virginie puis gouverneur de l'État, il est par la suite sénateur au niveau fédéral avant de devenir vice-président en 1841. Il est le premier à accéder au poste de président à la suite de la mort de son prédécesseur, William Henry Harrison. L'opposition de Tyler au fédéralisme et son soutien enthousiaste aux droits des États le rendent populaire auprès de ses concitoyens de Virginie, mais lui aliènent le soutien de la plupart de ses alliés politiques, qui l'avaient amené au pouvoir à Washington. Sa présidence fut ainsi paralysée par l'opposition des deux partis à sa politique. À la fin de sa vie, il rejoignit les États confédérés d'Amérique lors de la guerre de Sécession.
Tyler était né dans une famille aristocratique de Virginie d'ascendance anglaise et il gravit les échelons du pouvoir dans une période de bouleversements politiques. Dans les années 1820, le seul parti politique du pays, le Parti républicain-démocrate, se divisa en plusieurs factions dont beaucoup ne partageaient pas les idéaux de Tyler. Bien qu'étant à l'origine un démocrate, son opposition aux présidents Andrew Jackson et Martin Van Buren le rapprocha du Parti whig et il fut élu vice-président sur le ticket whig en 1840. À la mort du président Harrison le 4 avril 1841, un mois seulement après son investiture, une brève crise constitutionnelle éclata sur le processus de succession. Tyler se rendit immédiatement à la Maison-Blanche, prêta le serment de président et assuma l'ensemble des pouvoirs présidentiels, un précédent qui définit la gestion des futures successions et finit par donner lieu au 25e amendement de la Constitution des États-Unis adopté en 1967.
Une fois président, il s'opposa à son parti et mit son veto à plusieurs de ses propositions. En conséquence, une grande partie de son Cabinet démissionna et les whigs, qui le surnommaient « Son Accidence », en raison des circonstances de son accession au pouvoir, l'expulsèrent du parti. Cela contribua à bloquer sa politique intérieure, mais il connut plus de succès dans les affaires étrangères et fit adopter les traités de Webster-Ashburton avec le Royaume-Uni et de Wanghia avec la Chine. Tyler consacra ses deux dernières années de présidence à l'annexion du Texas. S'étant aliéné les démocrates et les whigs, il chercha à fonder un nouveau parti pour soutenir sa campagne présidentielle mais ses efforts furent vains.
L'annexion du Texas fut approuvée par le Congrès dans les derniers jours de son mandat et elle fut menée par son successeur, le démocrate James K. Polk. Tyler se retira de la vie politique jusqu'au déclenchement de la guerre de Sécession en 1861. Il rejoignit le gouvernement confédéré et fut élu à la Chambre des représentants de la Confédération peu avant sa mort. Même si certains ont fait l'éloge de sa détermination politique, la présidence de Tyler est tenue en faible estime par les historiens qui le considèrent comme un président obscur sans grande importance dans la mémoire culturelle américaine.

## Jeunesse
John Tyler naît le 29 mars 1790 et est ainsi le premier président américain à être venu au monde après l'adoption de la Constitution des États-Unis. Comme son futur colistier William Henry Harrison, il naquit dans le comté de Charles City en Virginie et descendait d'une famille aristocratique et politiquement engagée. La lignée des Tyler remontait jusqu'à l'une des premières colonies anglaises à Williamsburg au milieu du XVIIe siècle. 
Sa mère Mary est la fille d'un important planteur, Robert Armistead. Elle meurt d'une crise cardiaque alors que John n'avait que sept ans,. Son père, John Tyler Sr. (en), était un ami et un camarade de chambre de Thomas Jefferson à l'université et il servit à la Chambre des délégués de Virginie, la chambre basse de l'Assemblée générale de Virginie, aux côtés du père de William, Benjamin Harrison V. Il occupa pendant quatre années la fonction de président de la Chambre avant de devenir juge à la cour de l'État. Il fut ensuite gouverneur et juge de la cour de district à Richmond. 
Le jeune Tyler est né et fut élevé avec ses deux frères et ses cinq sœurs à la Plantation Greenway (en), une propriété de 5 km2 où se trouvait une résidence que son père avait construite. Les quarante esclaves de la plantation cultivaient du blé, du maïs et du tabac,. Tyler était un enfant à la santé fragile, très maigre et victime de diarrhées chroniques, deux afflictions qui le poursuivirent tout au long de sa vie. À l'âge de douze ans, il entra dans la classe préparatoire du prestigieux Collège de William et Mary, poursuivant la tradition familiale d'étudier dans cette école et il fut diplômé en 1807 à l'âge de 17 ans. Parmi les ouvrages qui influencèrent sa vision de l'économie figurait la Richesse des nations d'Adam Smith et il se passionna pour les œuvres de William Shakespeare. Ses vues politiques furent profondément influencées par l'évêque James Madison, recteur de l'université et cousin du futur président du même nom, qui joua un rôle de second père et de mentor pour le jeune homme,,.
Après l'obtention de son diplôme, Tyler étudia le droit avec son père qui était à ce moment juge d'État puis avec l'ancien procureur général Edmund Randolph. Il fut admis au barreau à l'âge de 19 ans en violation des règles en vigueur car le juge qui faisait passer l'examen du barreau ne se renseigna pas sur son âge. À ce moment son père devint gouverneur de Virginie et le jeune Tyler commença à pratiquer le droit à Richmond, la capitale de l'État,.
En 1813, il acheta la Plantation Woodburn (en) d'une vingtaine d'hectares près de Charles City et il y résida jusqu'en 1821.

## Ascension politique

### Législateur en Virginie
À 21 ans, Tyler fut élu par les électeurs du comté de Charles City à la Chambre des délégués de Virginie ; il réalisa cinq mandats d'un an et siégea au comité judiciaire. Les opinions caractéristiques du jeune politicien étaient déjà claires à la fin de son premier mandat : un fort soutien aux droits des États et l'opposition à une banque nationale. Il rejoignit son confrère législateur Benjamin W. Leigh (en) dans une motion de censure contre les sénateurs de Virginie William B. Giles (en) et Richard Brent qui avaient voté en faveur de la First Bank of the United States malgré les instructions de la législature,.
En plus des conflits internes sur une banque nationale, les États-Unis affrontèrent le Royaume-Uni lors de la guerre de 1812. L'éducation de Tyler l'avait imprégné d'un profond sentiment anti-britannique et au début de la guerre il milita pour une action militaire forte. Après la prise d'Hampton en Virginie à l'été 1813, Tyler organisa une petite unité de milice pour défendre Richmond mais il n'y eut aucune attaque et la compagnie fut dissoute deux mois plus tard,. La même année, son père mourut et Tyler hérita de la propriété familiale et de treize esclaves. En 1816, il démissionna pour entrer au conseil d'État du gouverneur, un groupe de huit conseillers élus par la législature.

### Représentant de Virginie

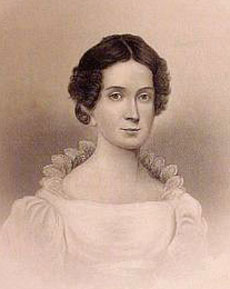
Tyler épousa sa première femme, Letitia Tyler, en 1813 alors qu'il siégeait à la Chambre des délégués de Virginie.

La mort du représentant John Clopton (en) à l'automne 1816 laissa vacant le siège du 23e district congressionnel de Virginie et Tyler était bien positionné pour y accéder. Il affronta son ami et allié politique Andrew Stevenson, alors président de la Chambre des délégués de Virginie. Les opinions politiques des deux hommes étant similaires, le suffrage s'apparenta plus à un concours de popularité. Les liens politiques de Tyler et son habileté de candidat lui permirent de remporter l'élection à une courte majorité. Il rejoignit le Parti républicain-démocrate, le principal parti politique de l'époque, au sein du 14e Congrès le 17 décembre 1816 pour achever le mandat de Clopton. Il fut réélu pour un mandat complet au printemps 1817.
Alors que les républicains-démocrates avaient longtemps défendu les droits des États, ils avaient commencé à demander un renforcement du gouvernement fédéral à la suite de la guerre de 1812. Une majorité des membres du Congrès défendait ainsi le financement fédéral de projets d'infrastructures mais Tyler rejetait ces propositions fédéralistes pour des raisons constitutionnelles et personnelles. Il estimait que chaque État devait financer lui-même les infrastructures nécessaires et il déclara que la Virginie n'était pas « dans un si triste état qu'elle nécessitait une donation « charitable » de la part du Congrès ». Il fut choisi pour participer à un audit de la Second Bank of the United States en 1818 au sein d'un comité de cinq personnes et fut choqué par la corruption au sein de la banque. Il milita pour sa fermeture mais le Congrès rejeta une telle proposition. Son premier affrontement avec Andrew Jackson, alors général, eut lieu après son invasion de la Floride en 1818 lors de la première guerre séminole. Tout en louant le courage de Jackson, Tyler condamna le comportement zélé du général et son exécution de deux sujets britanniques. Tyler fut réélu sans opposition au début de l'année 1819.

#### Planteur esclavagiste
Tyler fut un propriétaire d'esclaves toute sa vie et il eut jusqu'à 40 esclaves à Greenway (en). S'il considérait l'esclavage comme diabolique et ne fit aucune tentative pour le justifier, il n'accepta aucune émancipation nationale et ne libéra aucun de ses esclaves même à la veille de la guerre de Sécession. Les conditions de vie de ses esclaves ne sont pas très bien documentées mais les historiens s'accordent sur le fait que Tyler se préoccupait de leur bien-être et s'abstenait de violences physiques contre eux,,.
L'admission du Missouri dans l'Union et le statut de l'esclavage dans cet État furent la principale préoccupation du 16e Congrès qui débuta en 1819,. Tyler avança que l'autoriser dans le Missouri attirerait les propriétaires d'esclaves du Sud, diminuerait le nombre d'esclaves dans l'Est et réduirait la dépendance des États à cette pratique. Ainsi, l'abolition se ferait au sein des États sans intervention fédérale comme cela avait été le cas en Nouvelle-Angleterre,. Estimant en revanche que le Congrès n'avait pas le pouvoir de légiférer sur l'esclavage et qu'admettre des États selon qu'ils soient esclavagistes ou abolitionnistes ne pourrait que conduire à des tensions, il s'opposa au compromis du Missouri qui prévoyait l'entrée dans l'Union du Missouri esclavagiste et du Maine abolitionniste ; le compromis fut néanmoins adopté,.
Tyler ne chercha pas à obtenir un nouveau mandat au Congrès à la fin de l'année 1821, d'après lui pour des raisons de santé. Il témoigna en privé de sa frustration vis-à-vis du poste car ses votes d'opposition furent largement symboliques et ne firent pas changer la culture politique de Washington ; il observa également la difficulté qu'il aurait à financer l'éducation de ses enfants avec le faible salaire de représentant. Il quitta son siège le 4 mars 1821 pour laisser la place à son ancien adversaire Stevenson avant de retourner à son activité de juriste,.

### Retour à la législature de l'État

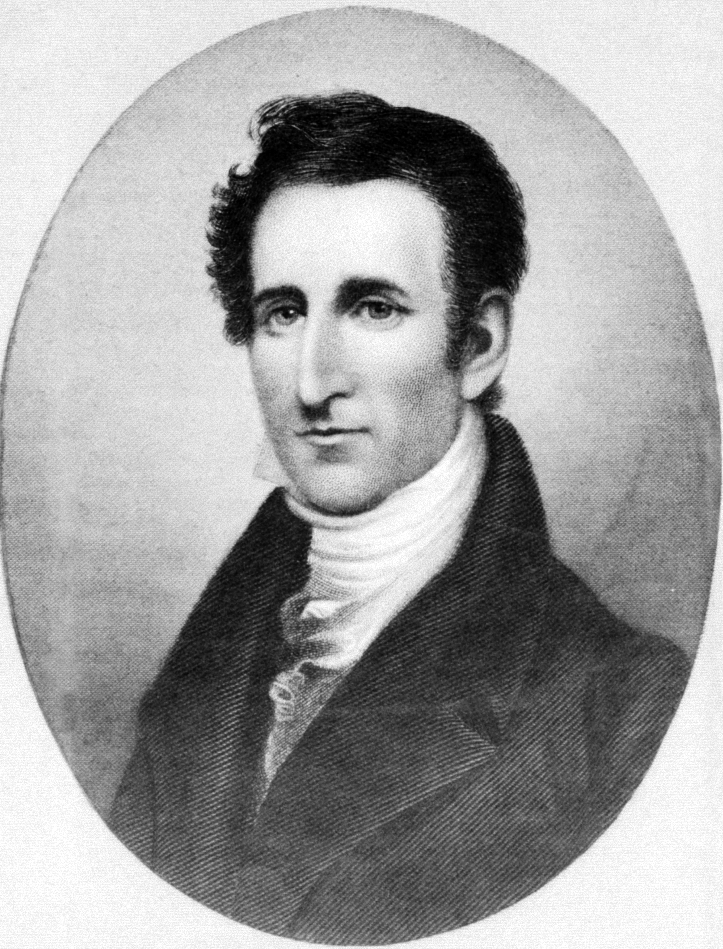
Gravure de Tyler réalisée vers 1826 alors qu'il était gouverneur de Virginie.

Fatigué et lassé par son travail de juriste, il brigua un siège à la Chambre des délégués en 1823. Aucun délégué du comté de Charles City ne se représentait et il fut facilement élu en avril. Lors de sa prise de fonction, la Chambre s'occupait de la préparation de l'élection présidentielle de 1824. En effet, les membres du Congrès désignaient alors les candidats à l'élection présidentielle lors d'un caucus mais cette pratique devenait de plus en plus impopulaire. Tyler tenta de convaincre la chambre basse de soutenir le système en place et de choisir William H. Crawford comme candidat du Parti républicain-démocrate. Malgré le soutien de la législature à Crawford, l'opposition au système de caucus eut gain de cause. Durant son mandat, Tyler s'engagea dans le sauvetage du College of William and Mary menacé de fermeture à cause de la baisse des effectifs. Au lieu de le déplacer de la ville rurale de Williamsburg à la capitale Richmond, Tyler proposa une série de réformes administratives et financières. Celles-ci portèrent leurs fruits et en 1840, l'école atteignit un record d'affluence.

### Gouverneur de Virginie
La cote politique de Tyler grandissait et il fut pressenti pour l'élection sénatoriale de 1824. La législature le nomma gouverneur de Virginie en décembre 1825. Il remporta l'élection par 131 voix contre 81 face à John Floyd (en). La première constitution de Virginie (1776-1830) limitait fortement les pouvoirs du gouverneur qui ne disposait même pas d'un droit de veto. Cette fonction offrait donc une importante tribune politique à Tyler mais il avait peu d'influence sur législature. Son acte le plus marquant en tant que gouverneur fut de lire l'oraison funèbre du président Thomas Jefferson, originaire de Virginie et mort le 4 juillet 1826. Tyler admirait profondément Jefferson et son éloge funèbre fut bien reçue,.
Le mandat de gouverneur de Tyler fut assez calme. Il défendit les droits des États et s'opposa avec véhémence à tout accroissement du pouvoir fédéral. Afin d'empêcher les propositions fédérales de construction d'infrastructures, il suggéra que la Virginie étende activement son propre réseau routier. Il proposa également d'améliorer le système d'écoles publiques de l'État, et en particulier ses finances, mais aucune action significative ne fut prise. Tyler fut réélu à l'unanimité pour un second mandat en décembre 1826.

### Sénateur de Virginie
En janvier 1827, l'Assemblée législative de Virginie se préparait à la réélection prochaine du sénateur John Randolph pour un nouveau mandat de six ans. Si ce personnage controversé était un fervent partisan des droits des États, comme l'était la législature de Virginie, il était réputé pour son tempérament explosif et son comportement erratique au Sénat, qui mettait ses alliés en difficulté. De plus, il s'était fait des ennemis en s'opposant avec force au président John Quincy Adams et au sénateur Henry Clay du Kentucky. Les nationalistes du Parti républicain-démocrate, qui soutenait Adams et Clay, représentaient une minorité importante à l'assemblée de Virginie et ils espéraient évincer Randolph en ralliant les partisans des droits des États mal à l'aise avec la réputation du sénateur. Ils approchèrent Tyler et lui promirent leur soutien s'il faisait campagne contre Randolph. Tyler déclina l'offre à plusieurs reprises et déclara que Randolph était le meilleur candidat mais les pressions continuèrent de s'accroître. Il déclara finalement qu'il accepterait le poste s'il était désigné. Le jour du vote, il fut avancé par un délégué qu'il n'y avait aucune différence politique entre les deux candidats mais que Tyler était simplement un personnage plus agréable que Randolph. Les partisans de ce dernier avancèrent que l'élection de Tyler était une approbation tacite de l'administration Adams. Tyler fut élu par 115 voix contre 110 et il quitta son poste de gouverneur le 4 mars 1827 pour rejoindre le Sénat.

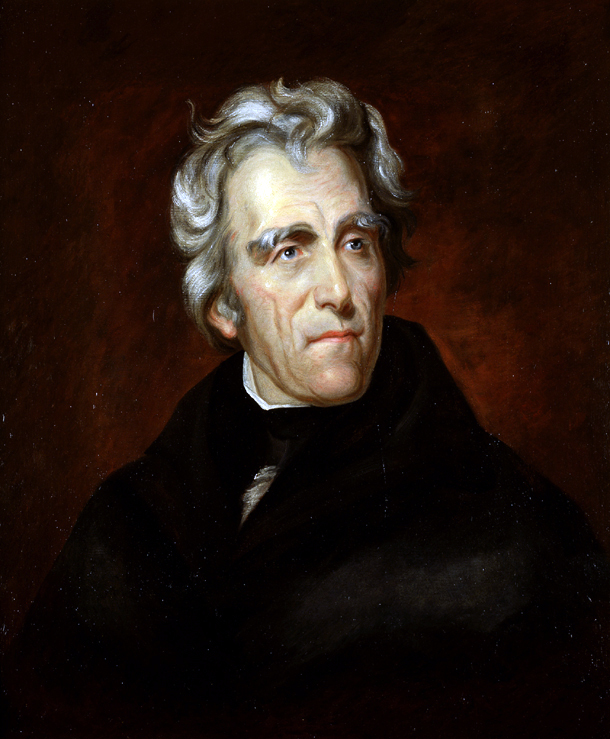
Andrew Jackson en 1824 par Thomas Sully ; Tyler s'opposa à de nombreuses mesures défendues par le président.

Au moment de l'élection de Tyler, le Sénat se préparait à l'élection présidentielle de 1828 qui voyait le président sortant John Quincy Adams affronter le général Andrew Jackson. À ce moment, le Parti républicain-démocrate s'était déjà scindé entre le Parti national-républicain d'Adams et le Parti démocrate de Jackson. Tyler fut dégoûté par les deux candidats qui incarnaient tous deux les idées fédéralistes qu'il avait toujours rejetées. Il se rapprocha pourtant de Jackson dans l'espoir que son administration insisterait moins sur les travaux publics fédéraux que celle d'Adams. Concernant Jackson, il écrivit « En lui, je peux au moins avoir un espoir ; En Adams, je n'ai que du désespoir, ».
La première session du 20e Congrès commença en décembre 1827. Tyler siégeait aux côtés de son ami Littleton W. Tazewell (en), originaire de Virginie qui partageait les mêmes idées sur le rôle du gouvernement fédéral justice et avait également rejoint Jackson à contrecœur. Tout au long de son mandat, Tyler s'opposa vigoureusement à toutes les lois concernant des projets d'infrastructures fédérales. Ses collègues du Sud et lui furent outrés par les droits de douane protectionnistes fixés en 1828 par les partisans de Jackson et que ses détracteurs appelaient la « taxe abominable ». Cette taxe visait à protéger les industries naissantes du Nord des États-Unis en taxant les produits manufacturés importés. D'une part, le Sud moins industriel devait donc payer plus cher pour importer les biens qu'il ne produisait pas, tandis que d'autre part, les Britanniques, ne pouvant écouler leur production, étaient moins enclins à acheter le coton sudiste. Profondément déçu, Tyler suggéra que le seul effet positif de la loi consisterait en un retour de bâton national qui restaurerait le respect pour les droits des États.
Malgré son soutien à Jackson lors de l'élection de 1828, Tyler trouva rapidement des points de désaccord avec le président démocrate investi en mars 1829. Il fut notamment frustré par le développement du système des dépouilles qu'il décrivit comme une « arme électoraliste ». Il vota contre la plupart des nominations présidentielles lorsqu'elles lui semblaient basées sur le clientélisme ou ne suivaient pas les procédures constitutionnelles. Son propre parti considéra de telles actions comme un « acte de rébellion ». Il fut particulièrement irrité quand Jackson nomma trois représentants auprès de l'Empire ottoman sans demander l'avis du Sénat,.
Tyler essaya néanmoins de rester en bons termes avec Jackson, s'opposant à lui uniquement sur des questions de principe et non pour des raisons partisanes. Il défendit le président lors de son veto sur le projet de financement d'une route reliant Lexington au fleuve Ohio que Jackson jugeait inconstitutionnel,. Il vota pour confirmer plusieurs nominations présidentielles malgré la forte opposition du Parti national-républicain. Le débat central de l'élection présidentielle de 1832 concernait la reconduite de la Second Bank à laquelle s'opposaient Tyler et Jackson. Le Congrès vota en juillet 1832 pour maintenir la banque en fonction mais Jackson mit son veto pour des raisons constitutionnelles et pragmatiques. Tyler vota pour soutenir le veto et approuva la réélection de Jackson.
Les tensions entre Tyler et son parti atteignirent leur paroxysme durant le 22e Congrès au début de la crise de l'annulation en 1832. La Caroline du Sud menaçant de faire sécession, adopta l'ordonnance d'invalidation de novembre 1832 qui annulait la « taxe abominable » au sein de ses frontières. Cela souleva la question constitutionnelle de savoir si un État avait le droit d'invalider une loi fédérale. Le président Jackson, qui rejetait un tel droit, se préparait à signer une loi autorisant le gouvernement fédéral à utiliser la force pour faire appliquer les droits de douane en Caroline du Sud. Tyler, qui sympathisait avec les raisons de l'invalidation avancées par la Caroline du Sud, rejeta l'emploi de la force contre un État et donna un discours en février 1833 soulignant ses vues. Il soutint les tentatives de Henry Clay pour trouver un compromis qui réduirait progressivement les droits de douane sur dix ans afin de réduire les tensions entre les États et le gouvernement fédéral. En votant contre la loi autorisant l'usage de la force, Tyler savait qu'il perdrait définitivement l'appui des partisans de Jackson à la législature de Virginie y compris ceux qui avaient jusque-là toléré ses écarts. Cela mit en péril ses chances de réélection au Sénat en février 1833 et il dut faire face à James McDowell (en), partisan de Jackson. Avec le soutien de Clay, il fut néanmoins réélu pour un nouveau mandat à la majorité relative.

Lettre de démission du Sénat de Tyler datée du 29 février 1836.

Jackson irrita encore plus Tyler en utilisant son pouvoir exécutif pour dissoudre la Second Bank. Il délivra un ordre exécutif en septembre 1833 en demandant à son secrétaire du Trésor Roger Brooke Taney de commencer immédiatement à transférer les fonds de la banque vers des banques contrôlées par les États. Tyler vit cela comme une « prise de pouvoir flagrante », une rupture de la charte de la banque et une menace pour l'économie. Après plusieurs mois de réflexion difficile, il décida de rejoindre le nouveau Parti whig de Clay qui contrôlait le Sénat sans renier son opinion concernant l'inconstitutionnalité de la banque. Siégeant au comité des finances du Sénat, il vota en faveur de deux motions de censure contre le président en mars 1834. Le 3 mars 1835, lors des dernières heures du 23e Congrès, les Whigs l'élurent président pro tempore du Sénat dans un geste symbolique de soutien. Il reste le seul président à avoir exercé cette fonction.
Peu après, les démocrates prirent le contrôle de la Chambre des délégués de Virginie et le siège de Tyler au Sénat fut menacé. En décembre, la législature lui offrit un poste de juge en échange de sa démission mais il refusa. Tyler comprenait néanmoins qu'il serait bientôt forcé par la législature de voter contre ses idées. Le sénateur Thomas Hart Benton du Missouri avait à plusieurs reprises proposé une loi revenant sur la censure de Jackson pour laquelle il avait voté. Les démocrates de Virginie soutenaient ce texte donc Tyler pouvait recevoir l'ordre de voter pour. S'il refusait, il violerait ses propres principes ; il nota « le premier acte de ma vie politique fut de censurer MM. Giles et Brent pour s'être opposés aux instructions ». Au cours des mois qui suivirent, il demanda conseil à ses amis qui lui donnèrent des avis contradictoires. À la mi-février, il pressentit que sa carrière au Sénat touchait à sa fin et il envoya une lettre de démission au vice-président le 29 février 1836 dans laquelle il écrivit :

« J'emmènerai avec moi dans ma retraite les principes que j'ai incarnés dans la vie publique et par ce retrait de cette haute fonction à laquelle j'ai été appelé par la voix du peuple de Virginie, je serai un exemple pour mes enfants à qui j'apprendrai qu'aucun poste ou fonction ne saurait être atteint ou conservé au sacrifice de l'honneur. »

### Élection présidentielle de 1836
Alors que Tyler souhaitait se consacrer à sa famille, il fut pris dans les préparatifs de l'élection présidentielle de 1836. Depuis le début de l'année 1835, il était considéré comme un potentiel candidat à la vice-présidence et il fut choisi par les Whigs de Virginie le jour où les démocrates de l'État délivrèrent l'instruction de vote sur la loi de Benton. Le nouveau parti whig n'était pas assez organisé pour tenir une convention nationale et nommer un unique ticket contre le vice-président sortant et successeur désigné de Jackson, Martin Van Buren. À la place, les Whigs de plusieurs régions proposèrent des candidats différents, ce qui reflétait le manque de cohésion du parti : le Massachusetts nomma Daniel Webster, les anti-maçons du Nord et des États frontaliers soutinrent William Henry Harrison tandis que les défenseurs des droits des États dans le Sud choisirent Willie Person Mangum et Hugh Lawson White (en) avec John Tyler sur le ticket de ce dernier. Une autre raison de ces candidatures multiples était d'empêcher Van Buren d'obtenir une majorité au Collège électoral ; ce faisant, le vainqueur serait désigné par la Chambre des représentants et les Whigs pourraient négocier leur vote. Cette stratégie échoua car Van Buren obtint une confortable majorité de grands électeurs même si le vote populaire était plus divisé.
Tyler était resté impliqué dans les politiques de Virginie durant son mandat de sénateur. D'octobre 1829 à janvier 1830, il participa à la convention constituante malgré ses réticences. La première constitution de Virginie donnait une influence énorme aux comtés orientaux les plus conservateurs de l'État car elle accordait un nombre égal de législateurs à chaque comté quelle que soit sa population et n'accordait le droit de vote qu'aux propriétaires terriens. La convention constituante modifia la constitution en faveur des comtés plus libéraux et peuplés de l'Ouest de la Virginie. Tyler, en tant que propriétaire d'esclaves de Virginie orientale, soutenait le système d'origine. Il resta cependant en retrait des débats pour ne pas s'aliéner une faction politique. Il se concentra sur sa carrière de sénateur qui nécessitait une base solide et prononça des discours promouvant le compromis et l'unité.
Après l'élection de 1836, Tyler s'attendait à ce que sa carrière politique soit terminée et il envisagea de reprendre sa carrière de juriste. À l'automne 1837, un ami lui vendit une grande propriété à Williamsburg. À peine y était-il installé qu'il remporta à nouveau l'élection à la Chambre des délégués de Virginie. Il prit ses fonctions en 1838 et ses pairs l'élurent unanimement président. Tyler était devenu une figure nationale et durant ce troisième mandat, il se concentra sur les questions nationales comme la gestion des terrains publics.
En février 1839, la législature prépara à nouveau l'élection au Sénat américain, cette fois avec le siège de William Cabell Rives, un démocrate conservateur qui avait succédé à Tyler. L'éloignement de Rives vis-à-vis de son parti laissait présager une possible alliance avec les Whigs. Comme Tyler avait déjà rejeté les démocrates, il espérait que les Whigs envisageraient de le désigner candidat. Pourtant les Whigs choisirent Rives car ils espéraient former une coalition avec les démocrates conservateurs pour l'élection présidentielle de 1840. Le chef whig Henry Clay soutint cette stratégie malgré son admiration pour Tyler. L'élection se joua finalement entre trois candidats et le siège au Sénat resta vide jusqu'en janvier 1841 quand Rives fut finalement choisi.

## Élection présidentielle de 1840
Deux ans avant la convention nationale whig de 1839 à Harrisburg en Pennsylvanie, la panique de 1837 avait plongé le pays dans une grave crise économique. Les tentatives de Van Buren pour y remédier se révélèrent inefficaces et lui coûtèrent le soutien de la population. Le Parti démocrate étant divisé, il était probable que le candidat whig remporterait l'élection de l'année suivante. Tyler participa à la convention avec la délégation de Virginie mais en raison des tensions causées par l'élection au Sénat, cette dernière refusa de soutenir sa candidature à la vice-présidence. Harrison, Clay et le général Winfield Scott étaient les principaux prétendants à la nomination pour la présidence mais aucun ne parvint à prendre l'avantage lors de la convention. Les délégués de Virginie soutenaient Clay mais il était peu populaire au Nord et certains représentants nordistes, tels que Thaddeus Stevens de Pennsylvanie, firent circuler une lettre de Scott dans laquelle il exprimait apparemment des idées abolitionnistes. Cela irrita la puissante délégation de Virginie qui désigna Harrison comme son second choix et beaucoup de partisans du général se rallièrent à Harrison qui fut finalement désigné.
Le choix du candidat à la vice-présidence était considéré comme ayant peu d'importance étant donné que tous les présidents avaient achevé leur mandat. La désignation fut donc peu suivie et les détails de la victoire de Tyler sont mal connus. L'historien Oliver Chitwood note cependant qu'il était un choix logique car en tant que propriétaire d'esclaves sudiste, il équilibrait le ticket et rassurait les Sudistes qui craignaient qu'Harrison soit abolitionniste. Il avait également été un potentiel candidat à la vice-présidence en 1836 et sa présence sur le ticket pourrait garantir que la Virginie, l'État le plus peuplé du Sud, vote pour les Whigs. L'éditeur new-yorkais Thurlow Weed avança que « Tyler fut finalement pris parce que personne d'autre ne voulait » mais cette déclaration est postérieure à la rupture entre le président Tyler et le Parti whig. Devenu président, Tyler fut accusé d'avoir obtenu la nomination en ayant dissimulé ses opinions mais il répliqua que personne ne les lui avait demandées. Son biographe Robert Seager avance qu'il fut sélectionné faute d'alternative et conclut : « il fut placé sur le ticket pour garantir le Sud à Harrison. Ni plus, ni moins ».
Craignant de déchirer leur parti, les Whigs ne rédigèrent aucun programme électoral et ils firent campagne sur leur opposition à Van Buren et les démocrates qu'ils rendaient responsables du marasme économique. Les responsables du parti voulurent initialement que ni Harrison ni Tyler ne fassent de déclarations pour éviter de créer des divisions mais ils changèrent d'avis quand le vice-président sortant Richard Mentor Johnson réalisa une tournée lors de laquelle il donna de nombreux discours. Tyler se rendit de Williamsburg à Columbus dans l'Ohio, l'État de Harrison, pour s'adresser à une convention locale et déclarer qu'il partageait les opinions de son colistier. Durant ce voyage de près de deux mois, il fit de nombreux discours mais s'efforça de rester vague sur les questions importantes telles que la banque nationale ou l'esclavage.
Pour remporter l'élection, les responsables whigs estimèrent qu'ils devaient mobiliser toute la population, y compris les femmes qui ne pouvaient alors pas voter, par de nombreux rassemblements et la distribution d'affiches et de tracts sur une échelle encore jamais vue. Quand la presse démocrate présenta Harrison comme un vieux soldat qui abandonnerait la campagne si on lui donnait à boire un tonneau de cidre dans sa cabane en rondins, les Whigs s'emparèrent de l'image pour présenter leur candidat, pourtant très aisé, comme un homme du peuple. Ils rappelèrent également le passé militaire de Harrison avec le slogan « Tippecanoe and Tyler Too » (« Tippecanoe et Tyler aussi ») en référence à sa victoire lors de la bataille de Tippecanoe en 1811 ; le slogan fut adapté en chanson et des chorales le reprirent aux côtés de chants patriotiques dans tout le pays ; un journaliste démocrate rapporta que les rassemblements du Parti whig étaient inoubliables même si certains déploraient que les distributions de cidre encourageaient l'ivresse publique.
Tyler avait prédit que les Whigs remporteraient facilement la Virginie mais cela ne fut pas le cas. Malgré cela, les Whigs arrivèrent largement en tête au Collège électoral avec 234 votes contre 60 et 53 % du vote populaire. Les deux chambres du Congrès passèrent également sous leur contrôle.

## Vice-présidence

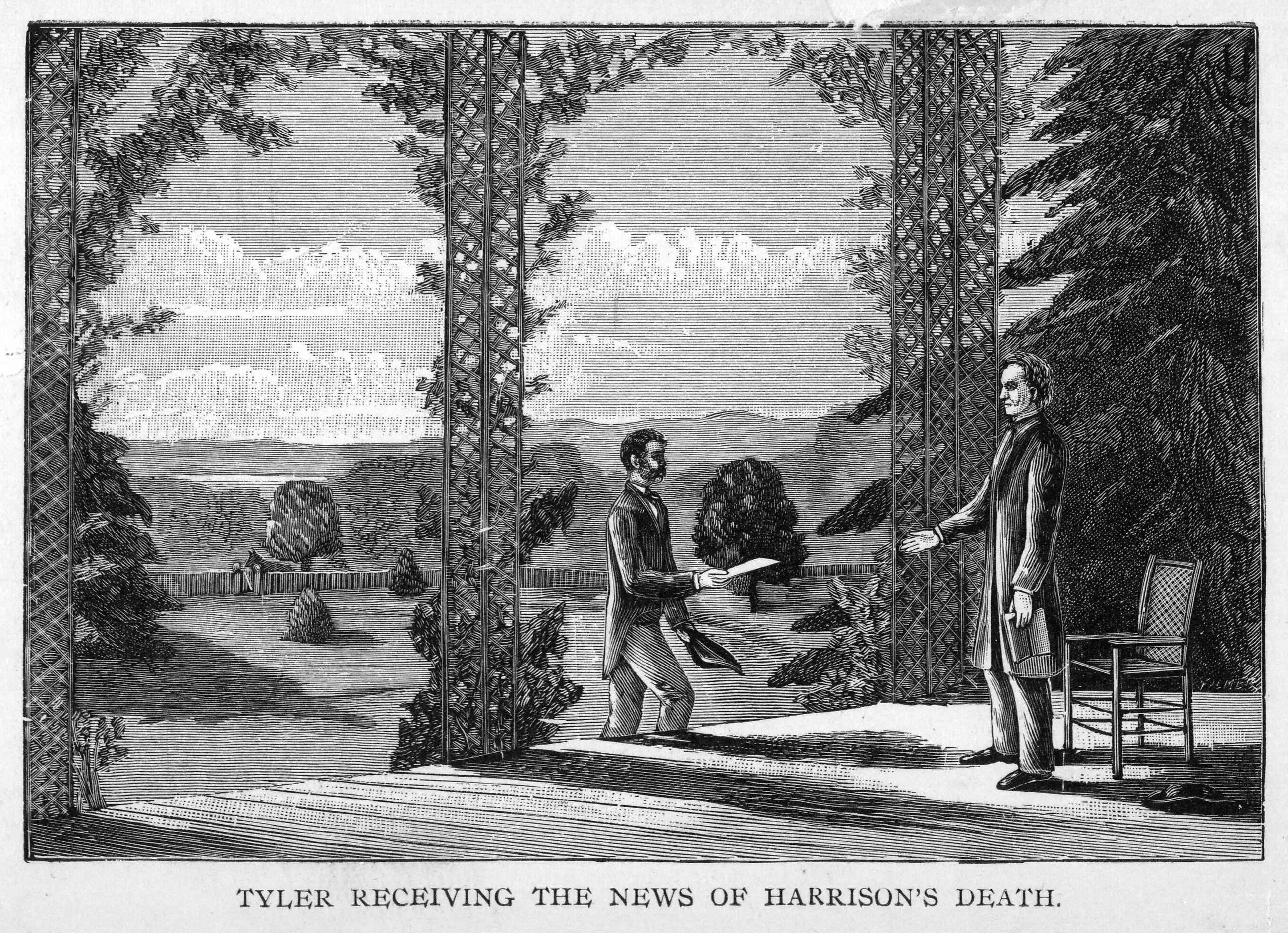
Illustration de 1888 représentant le vice-président Tyler apprenant la mort du président Harrison.

En tant que vice-président élu, Tyler resta dans sa résidence de Williamsburg. En privé, il confia son espoir que le nouveau président prendrait des mesures fortes et éviterait les divisions et le clientélisme dans son gouvernement. Il ne participa pas à la formation du Cabinet et ne proposa aucun candidat pour des postes dans la nouvelle administration whig. Harrison, harcelé par les demandes de nomination émanant notamment de Clay, sollicita à deux reprises l'avis de son vice-président sur le limogeage d'un partisan de Van Buren ; Tyler s'y opposa les deux fois et Harrison déclara que si « M. Tyler dit qu'ils ne doivent pas être remplacés, je ne les remplacerai pas ». Les deux hommes se rencontrèrent brièvement à Richmond en février et assistèrent ensemble à une parade mais ils ne parlèrent pas de politique,.
Tyler prêta serment le 4 mars et délivra un discours de seulement trois minutes sur les droits des États avant d'assermenter les nouveaux sénateurs et d'assister avec eux à l'investiture d'Harrison. Après la cérémonie, le vice-président retourna au Sénat pour recevoir les nominations du président au Cabinet avant d'y revenir à nouveau le lendemain pour présider à leur confirmation en tant que président du Sénat. S'attendant à avoir peu de responsabilités, Tyler quitta Washington, D.C. pour Williamsburg,. L'historien Robert Seager II écrivit plus tard que « si William Henry Harrison avait vécu, John Tyler serait certainement devenu aussi obscur que tous les autres vice-présidents de l'histoire américaine ».
Le grand âge d'Harrison qui avait alors 68 ans et sa santé déclinante n'avaient été un secret pour personne durant la campagne et la question de la succession présidentielle était dans tous les esprits. Les premières semaines de la présidence, et notamment son discours d'investiture de deux heures dans un froid glacial, épuisèrent Harrison qui contracta une pneumonie et développa une pleurésie,. Le secrétaire d'État Daniel Webster envoya un message à Tyler concernant la maladie de Harrison le 1er avril ; deux jours plus tard, l'avocat de Richmond, James Lyons, écrivit que l'état du président se dégradait et qu'il « ne serait pas surpris de lire dans le courrier du lendemain que le général Harrison n'était plus ». Tyler ne voulait pas se rendre à Washington pour ne pas être accusé d'anticiper la mort du président. Cependant, à l'aube du 5 avril, deux courriers arrivèrent à la résidence de Tyler avec une lettre de Webster lui annonçant qu'Harrison était mort la veille,,.

## Présidence

### «Son Accidence»

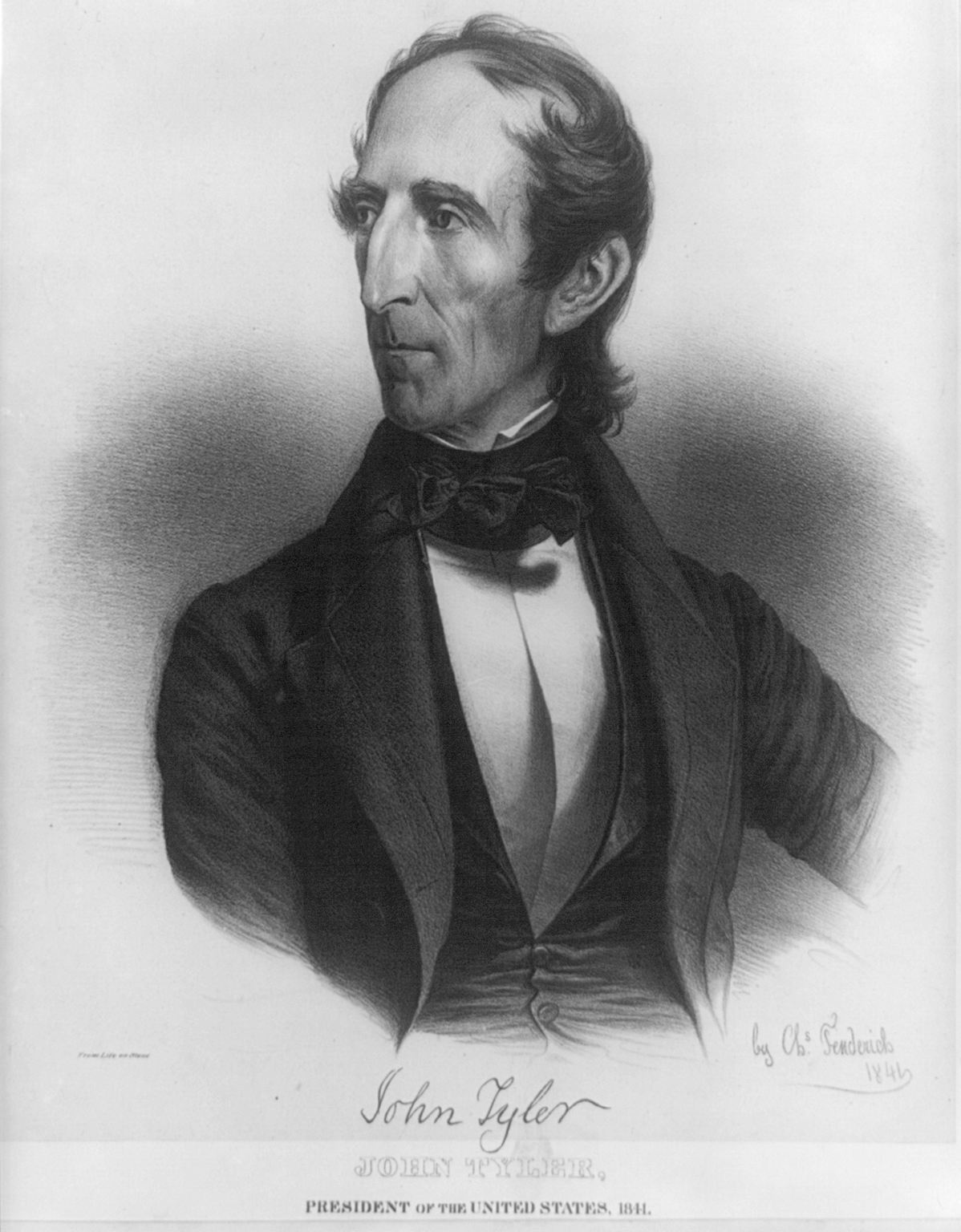
Tyler en 1841

La mort d'un président en exercice n'avait pas de précédent et sa succession causa donc une grande confusion. L'article II de la Constitution des États-Unis précisait uniquement :

« En cas de destitution, de mort ou de démission du président, ou de son incapacité d'exercer les pouvoirs et de remplir les devoirs de sa charge, ceux-ci seront dévolus au vice-président. »

Le débat concernait le rôle exact qu'assurerait Tyler. Soit le vice-président devenait le président, soit il agissait en tant que président; le Cabinet, qui se réunit une heure après la mort d'Harrison, se prononça pour cette deuxième option. Lorsqu'il arriva à Washington à 4 h du matin le 6 avril 1841, Tyler était cependant fermement convaincu d'être maintenant le président de plein droit et il prêta le serment de la fonction dans sa chambre d'hôtel. Il considérait que le serment était redondant avec celui de vice-président mais souhaitait empêcher tout doute concernant son accession à cette charge. Immédiatement après son assermentation, Tyler convoqua le Cabinet dont il avait décidé de conserver tous les membres. Webster l'avait informé de la pratique de Harrison de soumettre sa politique à un vote et les membres du gouvernement s'attendaient à ce que Tyler fasse de même. Ce dernier fut stupéfait et les corrigea immédiatement :

« Je vous demande pardon messieurs ; je suis très heureux d'avoir dans mon Cabinet des hommes d'État expérimentés comme vous l'avez prouvé. Et je serai ravi de profiter de vos conseils et de vos propositions. Mais je ne consentirai jamais à me faire dicter ce que je devrais ou ne devrais pas faire. En tant que président, je serai responsable de mon administration. J'espère avoir votre pleine coopération dans la mise en place de ces mesures. Tant que vous jugerez bon de le faire, je serai heureux de vous avoir à mes côtés. Quand vous penserez autrement, vos démissions seront acceptées,. »

Il donna un discours de facto d'investiture le 19 avril en réaffirmant les principes fondamentaux de la démocratie jeffersonienne (en) et la limitation des pouvoirs fédéraux. La prise de fonction de Tyler ne fut pas immédiatement acceptée par les membres de l'opposition au Congrès comme John Quincy Adams qui militait pour que Tyler assume un rôle de transition sous le titre de « président par intérim » ou qu'il reste vice-président de nom. Parmi ceux qui questionnaient l'autorité de Tyler figurait le chef des Whigs Henry Clay qui avait essayé d'être « le véritable pouvoir derrière un trône maladroit » en exerçant une influence considérable sur Harrison et il transférait à ce moment cette ambition sur son proche ami Tyler. Il le considérait comme le « vice-président » et sa présidence comme une simple « régence ».
Le 1er juin, impressionnées par ses actions autoritaires, les deux chambres du Congrès adoptèrent des résolutions qui firent de Tyler le 10e président des États-Unis. Tyler devenait ainsi le premier vice-président à accéder à la présidence à la suite de la mort de son prédécesseur. Il établit un précédent qui fut répété à huit reprises aux XIXe et XXe siècles. Pourtant la codification, à travers le 25e amendement de la Constitution, des actions de Tyler pour assumer l'ensemble des pouvoirs et le titre de président n'intervint pas avant 1967.
Bien que son accession au pouvoir ait reçu l'approbation du Cabinet puis du Sénat et de la Chambre des représentants, les détracteurs de Tyler (que certains membres du Cabinet et du Congrès qui avaient légitimé sa présidence finirent par rejoindre) ne l'acceptèrent jamais complètement en tant que président. Il reçut de nombreux surnoms dont « Son Accidence » en référence à son accession à la présidence, non pas à travers des élections, mais après les circonstances accidentelles concernant sa nomination et la mort d'Harrison. Cependant, la conviction de Tyler qu'il était le président légitime ne faiblit jamais ; lorsque ses opposants envoyaient des messages à la Maison-Blanche adressés au « vice-président » ou au « président par intérim », Tyler les renvoyait sans les ouvrir.

### Politique économique et querelles de parti

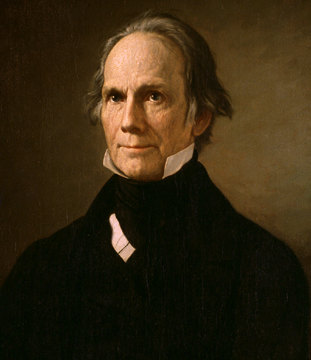
Henry Clay fut l'un des principaux opposants de Tyler durant sa présidence.

Tout le monde s'attendait à ce que Harrison applique la politique du parti whig et travaille avec ses dirigeants comme Henry Clay. Après être devenu président, Tyler approuva initialement les mesures du Congrès dominé par les Whigs en signant plusieurs mesures telles qu'une loi de préemption pour les colons installés sur les terres publiques ou un texte sur les faillites. En revanche, par deux fois, il refusa la proposition de Clay de créer une nouvelle banque nationale. Même si la seconde loi avait été supposément amendée pour respecter les remarques du veto présidentiel, sa version finale ne l'était pas. Cette tactique devait permettre d'affaiblir Tyler pour faciliter l'élection de Clay en 1844. Le président proposa un texte de loi alternatif mais ni Clay ni le Congrès n'y étaient favorables.
Le 11 septembre 1841, à la suite du second veto sur la loi bancaire, les membres du Cabinet entrèrent un à un dans le bureau de Tyler et présentèrent leur démission ; la manœuvre, organisée par Henry Clay, visait à forcer la démission de Tyler qui serait remplacé par l'un de ses fidèles, le président pro tempore du Sénat, Samuel L. Southard (en). La seule exception fut le secrétaire d'État Daniel Webster qui resta pour finaliser ce qui devint le traité Webster-Ashburton de 1842 et pour montrer son indépendance vis-à-vis de Clay. Deux jours plus tard, alors que le président refusait de démissionner, les Whigs du Congrès expulsèrent officiellement Tyler du parti. La réaction nationale fut violente car les journaux whigs vilipendèrent Tyler et il reçut des centaines de lettres le menaçant de mort.

#### Droits de douane
À la mi-1841, le gouvernement fédéral prévoyait un déficit budgétaire de 11 millions de dollars (environ 112 milliards de dollars de 2013). Tyler reconnaissait la nécessité de prélever des droits de douane plus élevés mais souhaitait rester en deçà du taux de 20 % instauré par le compromis de 1833. Il soutint également un plan visant à redistribuer aux États les bénéfices des ventes de terrains publics ; il s'agissait d'une mesure d'urgence destinée à réduire la dette grandissante des États même si cela amputait les recettes du gouvernement fédéral. Comme les Whigs souhaitaient augmenter les droits de douane et établir des financements fédéraux pour les infrastructures des États, un compromis émergea. Le Distribution Act de 1841 créa un programme de distribution avec une clause limitant les droits de douane à 20 % et une seconde loi imposant que les produits autrefois moins taxés le soient maintenant au taux maximal. Malgré ces mesures, il était clair, dès mars 1842, que le gouvernement fédéral se trouvait dans une situation financière difficile. Dans une recommandation au Congrès, Tyler se lamenta de la nécessité d'annuler le compromis de 1833 et d'augmenter les droits au-delà de 20 %. Or d'après l'accord précédent, cela entraînerait la suspension du programme de redistribution et la conservation des fonds par le gouvernement fédéral,. Les Whigs du Congrès se méfiaient et refusèrent d'augmenter les droits de douane si cela affectait la redistribution aux États. En juin 1842, ils votèrent deux propositions de lois prévoyant la hausse des droits tout en étendant sans conditions le programme de redistribution. Considérant qu'il était mal avisé de poursuivre la redistribution à un moment où le déficit fédéral demandait un accroissement des droits de douane, Tyler usa de son droit de veto face aux deux lois et rompit définitivement avec les Whigs,. Sa ténacité poussa finalement le Congrès à adopter une loi accroissant les droits de douane sans étendre la redistribution.

#### Tentative d'impeachment
Peu après le veto présidentiel contre les lois sur les droits de douane, la Chambre des représentants lança la première procédure d'impeachment visant un président. Il ne s'agissait pas seulement de la question des droits de douane et de la banque nationale ; jusqu'à la présidence d'Andrew Jackson, détesté par les Whigs, les présidents utilisaient rarement leur droit de veto, et c'était généralement pour des raisons constitutionnelles plutôt que politiques. Les actions de Tyler allaient également contre l'idée que se faisaient les Whigs d'une présidence laissant le Congrès prendre les décisions politiques. Le représentant John Botts (en) de Virginie, l'un des principaux critiques de Tyler, présenta une résolution le 10 juillet 1842. Elle rassemblait plusieurs actes d'accusation contre le président et prévoyait la formation d'un comité de neuf membres pour enquêter sur ses agissements avant le lancement d'une procédure d'impeachment officielle. Clay considérait cette mesure comme prématurément agressive et il privilégiait une progression plus modérée vers l'« inévitable » impeachment de Tyler. La loi de Botts fut ajournée jusqu'en janvier et elle fut rejetée par 127 voix contre 83,.
Une commission spéciale de la Chambre présidée par l'ancien président John Quincy Adams, devenu membre du Congrès, condamna l'usage du veto par Tyler et critiqua sa personnalité ; Adams, abolitionniste fervent, détestait Tyler car il était un propriétaire d'esclaves. Si la commission ne recommanda pas formellement le lancement d'une procédure d'impeachment, elle en évalua sérieusement la possibilité. En aout 1842, par un vote de 98 voix contre 90, la Chambre approuva le rapport de la commission. Adams soutint un amendement destiné à faire passer le nombre de voix pour annuler un veto présidentiel de la majorité des deux tiers à la majorité simple mais les deux chambres le refusèrent,. Les Whigs furent incapables de poursuivre une procédure d'impeachment lors du 28e Congrès car ils perdirent le contrôle de la Chambre (tout en conservant la majorité au Sénat). Le dernier jour de la présidence de Tyler, le 3 mars 1845, le Congrès annula son veto sur une loi mineure concernant le service des douanes ; il s'agissait du premier veto présidentiel jamais annulé de l'histoire américaine.

### Administration et cabinet
| Fonction               | Nom                           | Dates     |
| ---------------------- | ----------------------------- | --------- |
| Président              | John Tyler                    | 1841-1845 |
| Vice-président         | Aucun                         | 1841-1845 |
|                        |                               |           |
| Secrétaire d'État      | Daniel Webster (W)            | 1841-1843 |
| Secrétaire d'État      | Abel P. Upshur (W)            | 1843-1844 |
| Secrétaire d'État      | John Caldwell Calhoun (D)     | 1844-1845 |
| Secrétaire au Trésor   | Thomas Ewing, Sr. (W)         | 1841      |
| Secrétaire au Trésor   | Walter Forward (W)            | 1841-1843 |
| Secrétaire au Trésor   | John C. Spencer (W)           | 1843-1844 |
| Secrétaire au Trésor   | George M. Bibb (D)            | 1844-1845 |
| Secrétaire à la Guerre | John Bell (W)                 | 1841      |
| Secrétaire à la Guerre | John C. Spencer (W)           | 1841-1843 |
| Secrétaire à la Guerre | James M. Porter (en) (W)      | 1843-1844 |
| Secrétaire à la Guerre | William Wilkins (en) (D)      | 1844-1845 |
| Procureur général      | John J. Crittenden (W)        | 1841      |
| Procureur général      | Hugh S. Legaré (D)            | 1841-1843 |
| Procureur général      | John Nelson (W)               | 1843-1845 |
| Postmaster General     | Francis Granger (en) (W)      | 1841      |
| Postmaster General     | Charles A. Wickliffe (en) (W) | 1841-1845 |
| Secrétaire à la Marine | George E. Badger (en) (W)     | 1841      |
| Secrétaire à la Marine | Abel P. Upshur (W)            | 1841-1843 |
| Secrétaire à la Marine | David Henshaw (D)             | 1843-1844 |
| Secrétaire à la Marine | Thomas W. Gilmer (en) (D)     | 1844      |
| Secrétaire à la Marine | John Y. Mason (D)             | 1844-1845 |

La rupture entre Tyler et les Whigs et le faible soutien des démocrates firent que quatre de ses propositions de nomination au sein du Cabinet furent rejetées par le Congrès. Ce nombre ne fut jamais égalé au cours de l'histoire américaine. Jusqu'alors, aucun candidat n'avait été refusé même si en 1809, le président James Madison avait retiré la candidature d'Albert Gallatin au poste de secrétaire d'État du fait de l'opposition du Sénat et aucun autre ne fut rejeté après la présidence de Tyler jusqu'en 1868 avec l'échec de la nomination d'Henry Stanbery en tant que procureur général. Les quatre refus étaient Caleb Cushing au Trésor, David Henshaw à la Marine, James M. Porter (en) à la Guerre et James S. Green au Trésor. Henshaw et Porter furent des recess appointments mais leurs nominations furent rejetées par le Sénat. Tyler aggrava le problème en nommant Cushing à plusieurs reprises. Ainsi, sa candidature fut refusée trois fois le même jour, le 4 mars 1843, le dernier jour du 27e Congrès.

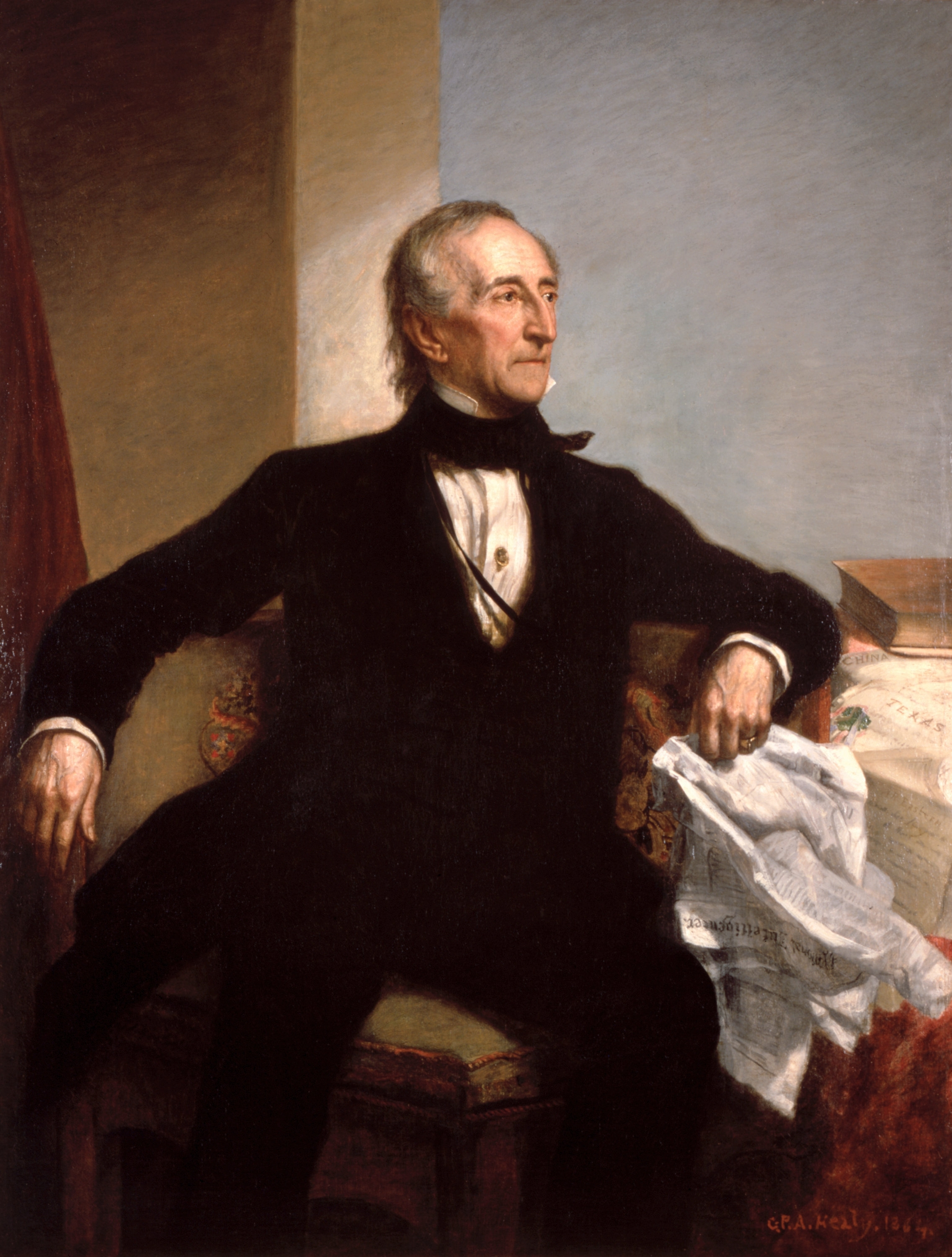
Portrait officiel de Tyler par George Peter Alexander Healy

### Nominations judiciaires
Tyler dut nommer deux juges à la Cour suprême car les juges Smith Thompson et Henry Baldwin moururent respectivement en 1843 et 1844. Tyler, toujours en conflit avec le Congrès, présenta plusieurs candidats pour les remplacer. Cependant le Sénat refusa de confirmer John C. Spencer, Reuben Walworth, Edward King et John M. Read (King fut refusé deux fois). L'une des raisons avancées était que le Sénat espérait que le Whig Henry Clay remporte l'élection présidentielle de 1844 et nomme ses propres juges. Ces quatre refus constituent un record jamais battu.
Finalement en février 1845, moins d'un mois avant la fin de son mandat, la nomination de Samuel Nelson par Tyler à la place de Thompson fut confirmée par le Sénat. La confirmation de Nelson fut une surprise. Bien que démocrate, les Whigs le jugèrent acceptable car il avait une réputation de juriste minutieux et non partisan. Le siège de Baldwin resta vide jusqu'à la confirmation de Robert Grier nommé par James Polk en 1846.
Tyler ne put nommer que six autres juges fédéraux, tous dans des cours de district.

### Affaires étrangères et militaires
Les difficultés de Tyler en politique intérieure furent compensées par des succès en politique étrangère. Il avait toujours été un défenseur de l'expansionnisme dans le Pacifique et du libre-échange. Sa présidence fut ainsi largement consacrée à la poursuite des efforts de Jackson pour promouvoir le commerce américain dans le Pacifique. Impatient d'égaler le Royaume-Uni sur les marchés internationaux, il envoya en 1844 l'avocat Caleb Cushing en Chine pour négocier le traité de Wanghia,. La même année, il dépêcha Henry Wheaton (en) à Berlin où il signa un accord commercial avec le Zollverein, une union commerciale de plusieurs États allemands, mais le traité fut rejeté par les Whigs principalement en raison de leur hostilité envers Tyler. Le président appliqua également la doctrine Monroe avec Hawaï en intimant à la Grande-Bretagne de ne pas intervenir dans l'archipel et en préparant une éventuelle adhésion aux États-Unis,.
En 1842, le secrétaire d'État Daniel Webster négocia le traité Webster-Ashburton avec le Royaume-Uni afin de définir l'emplacement de la frontière entre le Maine et le Canada, alors colonie britannique. La question frontalière avait été une source constante de tensions entre les deux pays depuis la révolution américaine et avait failli dégénérer à plusieurs reprises ; le traité permit donc d'améliorer les relations anglo-américaines, mais Tyler ne parvint pas à conclure un traité similaire sur les frontières de l'Oregon également disputées,. Le dernier jour du mandat de Tyler, le 3 mars 1845, la Floride fut admise en tant que 27e État de l'Union.
Tyler défendit un accroissement de la puissance militaire américaine et son administration encouragea la construction de navires de guerre. Il mit fin à la longue et sanglante seconde guerre séminole en 1842 et il défendit l'assimilation culturelle des Amérindiens. Il promut la construction d'une série de fortifications allant de Council Bluffs dans l'Iowa jusqu'au Pacifique.
En 1841, Thomas Dorr organisa une révolte armée à Rhode Island pour obtenir la rédaction d'une nouvelle constitution. Celle en vigueur, datant de 1663, limitait le droit de vote aux seuls propriétaires terriens, ce qui excluait une grande partie des hommes blancs libres. La situation dégénéra et le gouverneur de l'État demanda à Tyler d'envoyer des troupes fédérales pour réprimer la révolte. Le président appela les différents protagonistes au calme et recommanda au gouverneur d'assouplir les restrictions au droit de vote. Il promit que si une véritable insurrection éclatait à Rhode Island, il n'hésiterait pas à envoyer l'armée en soutien au gouvernement mais précisa que l'assistance fédérale n'aurait lieu que pour réprimer et non pour empêcher une révolte et qu'elle ne serait employée qu'après le début des violences. La milice de l'État parvint à disperser les rebelles mais le gouvernement accepta une révision de la constitution et une extension du droit de vote.

### Annexion du Texas
Tyler, avocat de l'expansion vers l'Ouest, fit de l'annexion de la république du Texas l'un des axes majeurs de sa présidence. Le Texas avait déclaré son indépendance vis-à-vis du Mexique lors de la révolution texane en 1836 mais le Mexique refusait de le reconnaître comme un État souverain. Les habitants du Texas militaient activement pour rejoindre les États-Unis mais Jackson et Van Buren avaient refusé pour ne pas accroître les tensions sur l'esclavage en admettant un nouvel État du Sud. Si Tyler considérait l'annexion comme une priorité pour son administration, le secrétaire d'État Webster le convainquit de se concentrer sur les initiatives dans le Pacifique durant la première partie de son mandat.

#### Premières tentatives

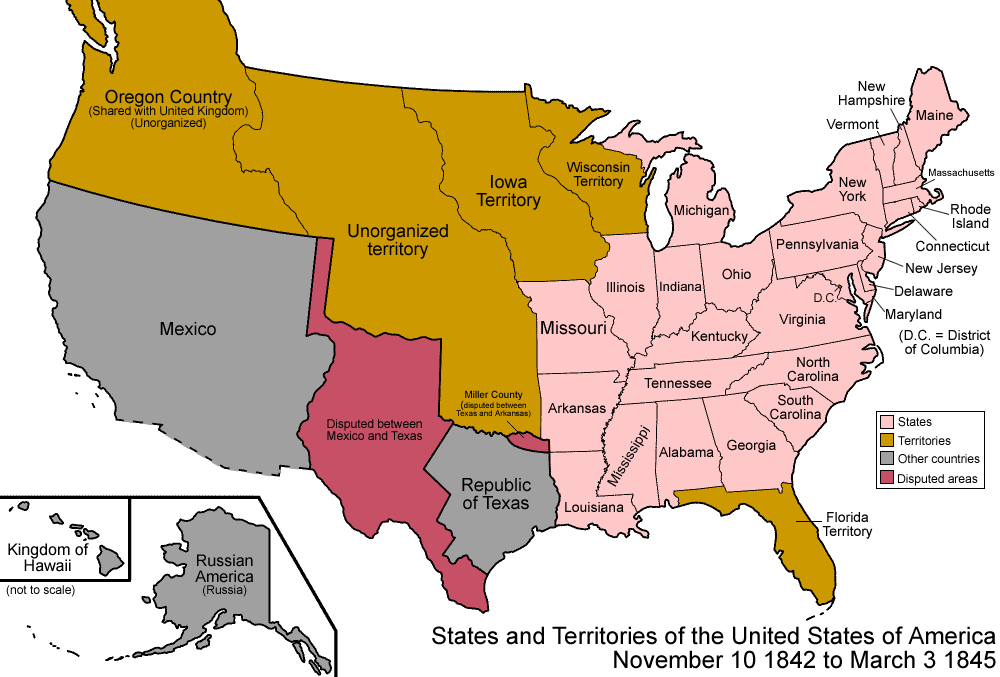
Carte des États-Unis et des nations voisines en 1843. Le traité Webster-Ashburton avait formalisé la frontière du Maine tandis que la République du Texas avait une dispute frontalière avec le Mexique.

Au début de l'année 1843, après avoir signé le traité Webster-Ashburton et réalisé d'autres opérations diplomatiques, Tyler se tourna vers le Texas. Ne disposant plus d'une base partisane, il voyait l'annexion de la république comme le seul moyen d'obtenir une réélection en tant qu'indépendant en 1844. Afin de tester le terrain, il demanda à son allié Thomas W. Gilmer (en), alors représentant de la Virginie, de publier une lettre défendant l'annexion, qui fut bien reçue. Malgré ses bonnes relations avec Webster, Tyler savait qu'il avait besoin d'un secrétaire d'État favorable à son initiative au Texas et il le força donc à démissionner pour le remplacer par Hugh S. Legaré en tant que successeur intérimaire.
Avec l'aide de son nouveau secrétaire au Trésor John C. Spencer, il limogea de nombreux hauts fonctionnaires pour les remplacer par des partisans de l'annexion, malgré son opposition antérieure au clientélisme. Il chercha l'aide du représentant Michael Walsh de New York pour mettre en place une machine politique dans la ville. En échange d'une nomination au poste de consul à Hawaï, le journaliste Alexander G. Abell rédigea une biographie flatteuse, Life of John Tyler, imprimée en grand nombre et distribuée dans tout le pays. Pour réhabiliter son image publique, Tyler se lança dans une tournée nationale au printemps 1843. L'accueil favorable du public contrastait fortement avec l'ostracisme dont il était victime lorsqu'il revint à Washington. La tournée se centra autour de l'inauguration du monument de Bunker Hill à Boston dans le Massachusetts. Peu après l'inauguration, Tyler apprit la mort soudaine de Legaré ce qui refroidit les festivités et le força à annuler la fin de sa tournée.
Il nomma Abel P. Upshur, secrétaire à la Marine populaire et proche conseiller, au poste de secrétaire d'État et Gilmer au poste laissé vacant. Tyler et Ushur commencèrent des négociations discrètes avec le gouvernement texan en promettant une protection militaire contre le Mexique en échange d'un engagement pour l'annexion. Le secret était nécessaire car la Constitution imposait l'accord du Congrès pour de tels engagements militaires. Ushur lança des rumeurs de possibles desseins britanniques sur le Texas pour obtenir le soutien des électeurs du Nord qui s'inquiétaient de l'adhésion d'un nouvel État esclavagiste. En janvier 1844, Upshur déclara au gouvernement texan qu'il avait obtenu le soutien d'une large majorité de sénateurs pour un traité d'annexion. La république restait sceptique et la finalisation de l'accord dura jusqu'à la fin février 1844.

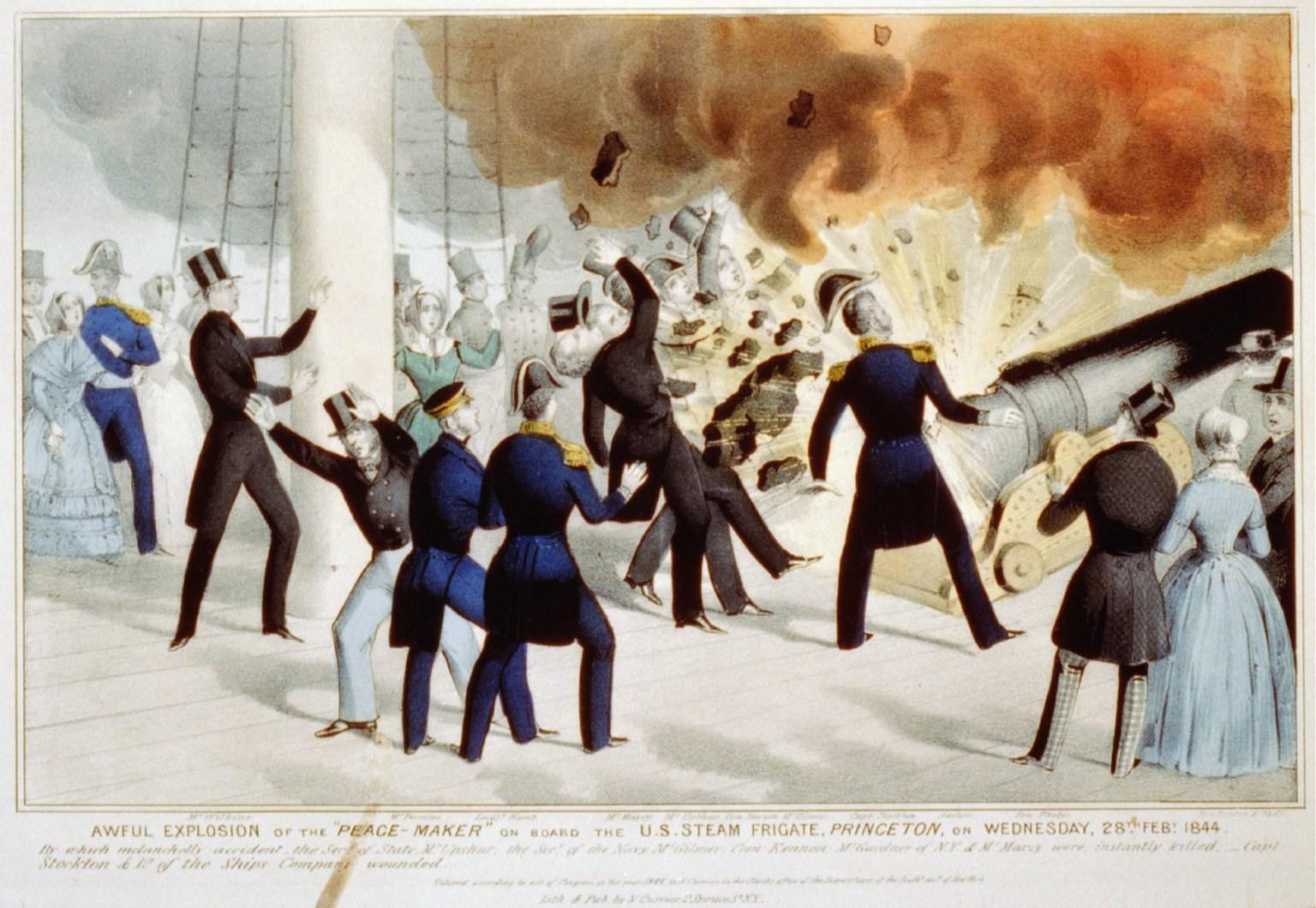
Lithographie de l'explosion à bord de l'USS Princeton.

Le lendemain de la fin des négociations, une croisière d'apparat le long du Potomac fut organisée à bord du nouvel USS Princeton le 28 février 1844. 400 invités se trouvaient à bord dont Tyler et son Cabinet ainsi que le plus grand canon du monde, le Peacemaker (le « Pacificateur »). Le canon tira à blanc à plusieurs reprises pour divertir les spectateurs qui se rendirent ensuite dans le salon pour porter un toast. Plusieurs heures après, la foule convainquit le capitaine Robert F. Stockton de tirer une nouvelle fois. Alors que les invités se rendaient sur le pont, Tyler s'arrêta brièvement pour écouter son gendre, William Waller, chanter une comptine,,.
Un dysfonctionnement du canon entraîna son explosion. Tyler, resté sur le pont inférieur, en sortit indemne, mais d'autres moururent sur le coup, dont Gilmer et Upshur. Il y eut sept morts et 20 blessés,,. Le décès du représentant David Gardiner de New York traumatisa sa fille, Julia, qui s'évanouit et tomba dans les bras du président ; ils se marièrent quelques mois plus tard. Pour Tyler, tout espoir de finaliser l'annexion du Texas avant novembre (et avant l'élection) fut balayé. L'historien Edward P. Crapol écrivit plus tard qu'« avant la guerre de Sécession et l'assassinat d'Abraham Lincoln », la catastrophe de l'USS Princeton fut « sans aucun doute la tragédie la plus grave et la plus débilitante qu'affronta un président des États-Unis ».

#### Ratification et élection de 1844

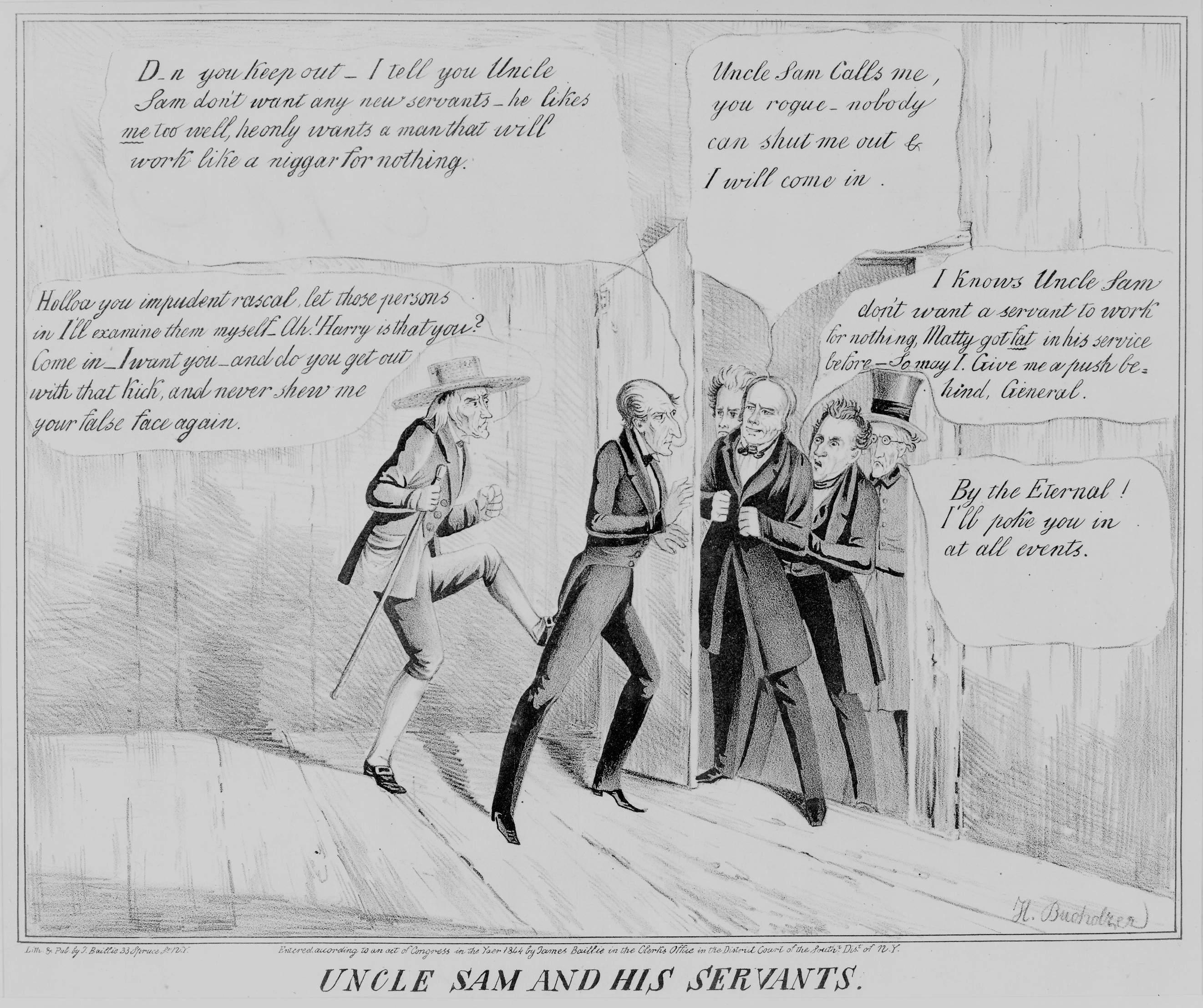
Caricature anti-Tyler moquant ses efforts pour obtenir un second mandat. Tyler ferme la porte à ses opposants Clay, Polk, Calhoun et Jackson tandis qu'Oncle Sam lui demande de laisser entrer Clay.

Dans ce que le Miller Center of Public Affairs considère comme une « sérieuse erreur tactique qui détruisit son plan visant à rétablir sa respectabilité politique », Tyler nomma l'ancien vice-président John Caldwell Calhoun au poste de secrétaire d'État en mars 1844. Calhoun était un partisan de l'esclavage et ses tentatives pour faire passer le traité d'annexion du Texas rencontrèrent l'opposition des abolitionnistes du Congrès. Après la divulgation du texte du traité à la population, l'opposition publique grandit car l'accord semblait approuver l'esclavage et un possible affrontement militaire avec le Mexique, qui avait annoncé qu'il considérerait l'annexion comme un acte de guerre. Clay et Van Buren, les chefs respectifs des partis whigs et démocrates se prononcèrent contre l'annexion Sachant cela, Tyler s'attendait à ce que le traité soit rejeté par le Sénat lorsqu'il serait présenté en avril 1844.
Après sa rupture avec les Whigs en 1841, Tyler s'était rapproché du Parti démocrate mais ses membres, dont les partisans de Van Buren, n'étaient pas particulièrement favorables à son retour. Il savait que la seule manière de sauver sa présidence et son héritage serait d'obtenir le soutien de l'opinion publique sur la question du Texas. Il forma un troisième parti en utilisant le réseau de hauts fonctionnaires et de politiciens qu'il avait mis en place l'année précédente. Plusieurs journaux pro-Tyler rédigèrent des éditoriaux défendant sa candidature dans tout le pays durant les premiers mois de l'année 1844 et des rassemblements de partisans portant des affiches « Tyler et le Texas ! » suggèrent que les soutiens au président ne se limitaient pas aux hauts fonctionnaires comme cela a souvent été avancé. Les soutiens de Tyler tinrent leur convention présidentielle à Baltimore en mai 1844 en même temps que celle du Parti démocrate. Ce dernier était divisé et la question du Texas fut l'un des enjeux majeurs de la convention. L'activisme des partisans de Tyler obligea le parti à prendre position sur le sujet. Opposé à l'annexion, Martin Van Buren arriva en tête du premier tour mais ne parvint pas à rassembler les deux tiers des suffrages et il perdit progressivement ses soutiens. Finalement, c'est au bout du neuvième vote qu'un obscur candidat pro-annexion, James K. Polk, parvint à rassembler la majorité des deux tiers. Tyler reconnut implicitement dans une lettre que l'annexion était sa véritable priorité plutôt que la réélection,.
Tyler ne fut pas surpris lorsque le Sénat rejeta le traité d'annexion par 35 voix contre 16 en juin 1844 car il sentait que l'annexion était maintenant à portée. Il appela le Congrès à annexer le Texas au moyen d'une résolution commune plutôt que par un traité. L'ancien président Andrew Jackson, très favorable à l'annexion, persuada Polk de réintégrer Tyler au sein du Parti démocrate et ordonna aux journaux démocrates de cesser leurs attaques contre lui. Satisfait de ces changements, Tyler abandonna la course à la présidence en août et soutint la candidature de Polk. La victoire serrée de Polk sur Clay fut considérée par l'administration Tyler comme un signal en faveur de l'annexion et Tyler annonça lors de son discours sur l'état de l'Union qu'une « majorité de la population et une large majorité des États se sont prononcés en faveur d'une annexion immédiate, ». À la fin du mois de février 1845, la Chambre accepta à une majorité confortable et le Sénat avec 27 voix contre 25 la résolution commune précisant les termes de l'annexion du Texas. Le 1er mars, trois jours avant la fin de son mandat, Tyler signa le texte,. Après quelques débats, le Texas accepta les termes et rejoignit les États-Unis le 29 décembre 1845 en tant que 28e État de l'Union. Cela ne fut cependant pas accepté par le Mexique et la guerre éclata dès le printemps 1846.

## Famille et vie personnelle

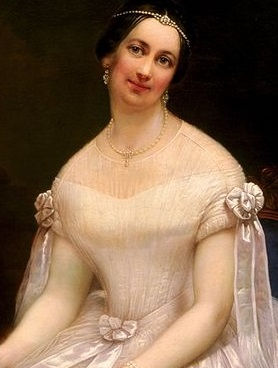
Julia Tyler.

Avec ses deux épouses, Tyler eut plus d'enfants que tout autre président américain. Il est également le premier président des États-Unis à se marier durant son mandat.
Sa première femme fut Letitia Tyler (12 novembre 1790 - 10 septembre 1842), avec qui il eut huit enfants :
1. Mary Tyler (1815-1847) ;
2. Robert Tyler (1816-1877) ;
3. John Tyler, Jr. (1819-1896) ;
4. Letitia Tyler Semple (1821-1907) ;
5. Elizabeth Tyler (1823-1850) ;
6. Anne Contesse Tyler (1825) ;
7. Alice Tyler (1827-1854) ;
8. Tazewell Tyler (1830-1874).

Letitia mourut d'un accident vasculaire cérébral à la Maison-Blanche en septembre 1842 et Tyler resta veuf durant deux ans. Sa bru Elizabeth Priscilla Cooper assura les fonctions de première dame jusqu'au remariage du président.
Sa seconde épouse fut Julia Tyler (23 juillet 1820 - 10 juillet 1889), de 30 ans sa cadette (lors de leur mariage il avait 54 ans et elle 24), avec qui il eut sept enfants :
1. David Gardiner Tyler (1846-1927) ;
2. John Alexander Tyler (1848-1883) ;
3. Julia Gardiner Tyler Spencer (1849-1871) ;
4. Lachlan Tyler (1851-1902) ;
5. Lyon Gardiner Tyler (1853-1935) ;
6. Robert Fitzwalter Tyler (1856-1927) ;
7. Pearl Tyler (1860-1947).

Même si Tyler appréciait la vie de famille, sa carrière politique l'éloigna fréquemment de son foyer. Quand il décida de ne pas se représenter à la Chambre des représentants en 1821 en raison de problèmes de santé, il écrivit qu'il devrait bientôt participer à l'éducation de ses enfants. Ses activités de juriste étaient cependant moins profitables lorsqu'il ne se trouvait pas à Washington et au moment où il entra au Sénat en 1827, il s'était résigné à passer une grande partie de l'année à l'écart de sa plantation. Il continua néanmoins à rester proche de ses enfants de manière épistolaire.
En décembre 1841, Tyler fut attaqué par l'éditeur abolitionniste Joshua Leavitt qui avança qu'il avait eu plusieurs enfants illégitimes avec ses esclaves et qu'il les avait ensuite vendus. De nombreuses familles afro-américaines prétendent donc avoir une ascendance jusqu'à Tyler mais aucun lien n'a jamais été démontré.
Fin 2023, un petit-fils de Tyler est toujours en vie ; Il est l'enfant de son fils Lyon Gardiner Tyler : Harrison Tyler est né en 1928. Ce dernier entretient la maison familiale de Sherwood Forest Plantation (en),. Tyler est le plus ancien président à avoir encore des petits enfants en vie et aucun de ses successeurs jusqu'à James A. Garfield qui occupa la fonction quarante ans plus tard n'est dans ce cas.

## Fin de vie et mort

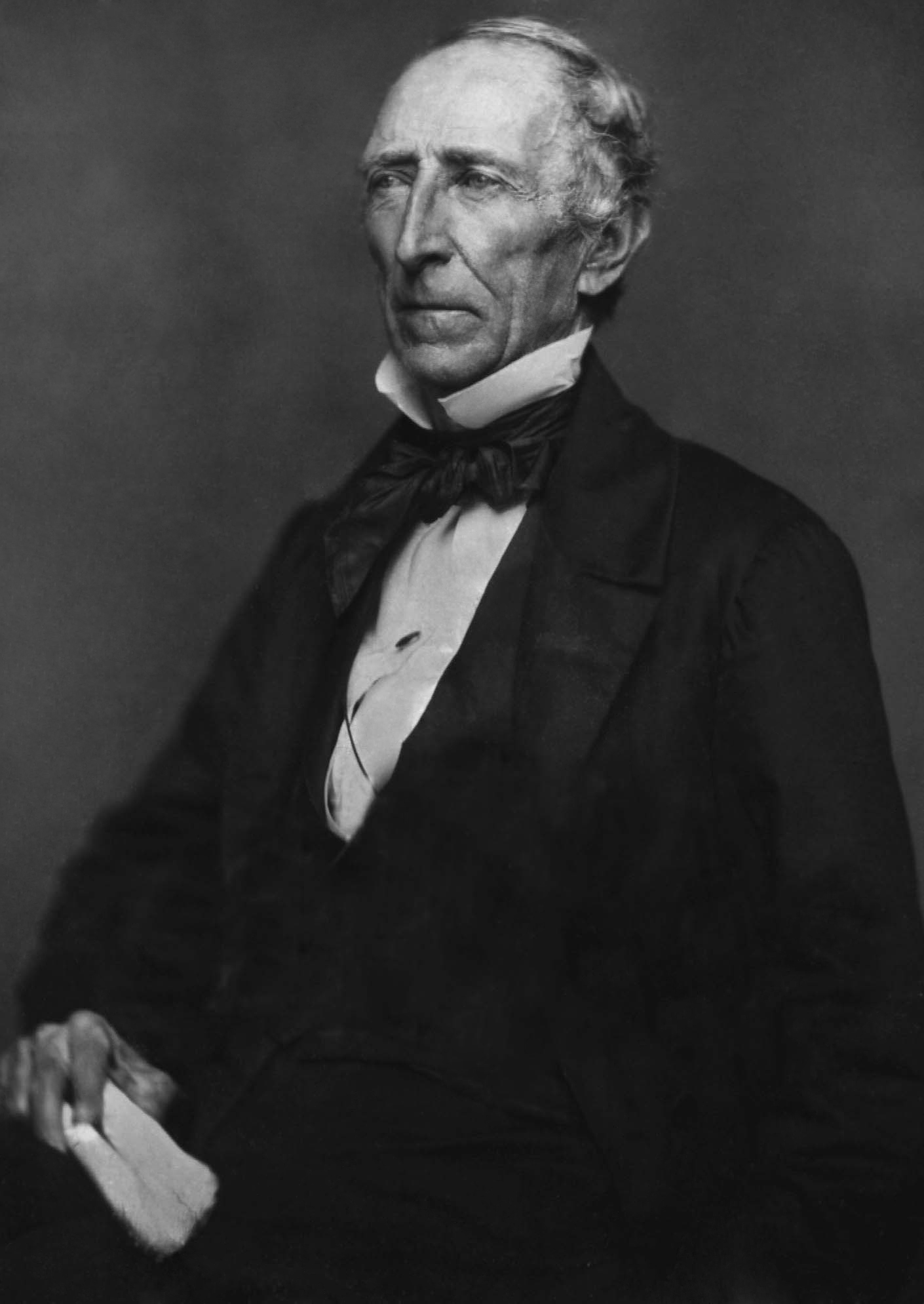
Daguerréotype de Tyler vers 1860

Après la fin de son mandat, Tyler se retira dans une plantation de Virginie, initialement appelée « Walnut Grove » située le long de la James River dans le comté de Charles City. Il la renomma Sherwood Forest (en) en référence à Robin des Bois et à sa « mise hors la loi » par le Parti whig. Il ne prit pas l'exploitation de ses terres à la légère et travailla dur pour obtenir de hauts rendements tout au long des années 1840. Ses voisins, principalement whigs, le nommèrent « superviseur » de la route passant à proximité en 1847 pour se moquer de lui. À leur grand dam, il prit ce titre sérieusement, rassemblait fréquemment les esclaves de ses voisins pour participer à des travaux de réfection de la chaussée et il continua à porter le titre même après que ses voisins lui eurent demandé d'arrêter,. Il se retira de la vie politique et recevait rarement des visites de ses amis. On lui demandait parfois de donner des discours mais il n'était pas recherché comme conseiller. Il fit un discours remarqué lors de l'inauguration d'un monument à Henry Clay ; reconnaissant les batailles politiques qui les avaient opposés, il vanta les mérites de son ancien collègue qu'il admirait pour sa création du compromis de 1833 sur les droits de douane.

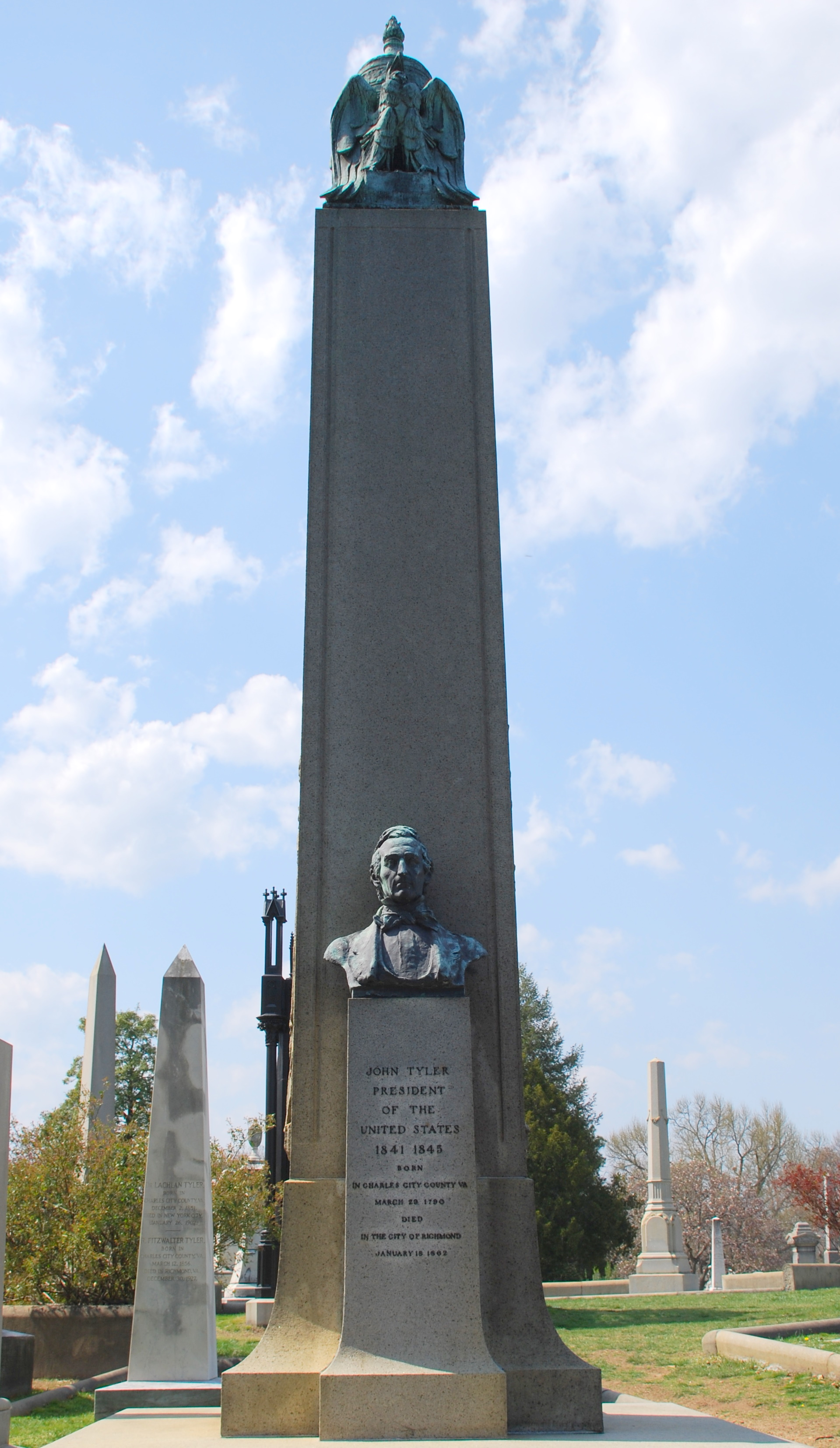
La tombe de Tyler au Hollywood Cemetery de Richmond. La structure noire derrière l'obélisque est la tombe de James Monroe.

À la veille de la guerre de Sécession, Tyler revint en politique en tant que soutien et président de la convention de la paix de Virginie tenue à Washington en février 1861. La convention chercha un compromis pour éviter la guerre civile alors que la Constitution des États confédérés était rédigée à la convention de Montgomery en Alabama. Lorsque les propositions de la convention furent rejetées par le Congrès, Tyler abandonna tout espoir de compromis et vit la sécession comme la seule option. Optimiste quant à une rupture pacifique, il pensait que le départ rapide de tous les États du Sud ne déclencherait pas une guerre,. Lorsqu'elle finit par éclater, Tyler rejoignit sans hésiter la Confédération et il devint un délégué du Congrès confédéré provisoire à partir du 4 février 1861. Il remporta ensuite l'élection à la Chambre des représentants du Congrès des États confédérés. Le 5 janvier 1862, il s'installa à Richmond en prévision de sa participation au Congrès mais il ne vécut pas assez longtemps pour voir l'ouverture de la session parlementaire,.
Tout au long de sa vie, Tyler avait eu une santé fragile. En vieillissant, il souffrit de plus en plus fréquemment de rhumes durant l'hiver. Après son départ de la Maison-Blanche, il fut victime de crises répétées de dysenterie et de nombreux accès d'arthrose. Le 12 janvier 1862, après s'être plaint de frissonnements et de vertiges, il vomit et s'effondra. Il se remit mais les mêmes symptômes revinrent le lendemain. Il fut soigné durant le reste de la semaine mais son état ne s'améliora pas et il envisagea de rentrer à Sherwood Forest le 18. La veille, il commença à suffoquer alors qu'il se trouvait dans son lit et Julia appela son médecin. Peu après minuit, Tyler but une dernière gorgée de brandy et dit à son docteur, « Je m'en vais, C'est peut-être mieux ainsi ». On suppose qu'il fut victime d'un accident vasculaire cérébral. Tyler fut enterré au Hollywood Cemetery de Richmond en Virginie à proximité de l'ancien président James Monroe.
La mort de Tyler fut la seule dans l'histoire présidentielle à ne pas avoir été officiellement pleurée à Washington du fait de son allégeance à la Confédération. Il avait demandé une cérémonie simple mais le président de la Confédération Jefferson Davis prononça un grand discours dans lequel il présenta Tyler comme un héros de la Confédération. Son cercueil fut ainsi enroulé dans un drapeau confédéré. Plusieurs villes américaines portent le nom de Tyler dont la plus importante est Tyler au Texas.

## Héritage
La présidence de Tyler est généralement tenue en faible estime par les historiens. Edward P. Crapol commença sa biographie de 2006 en écrivant que « les autres biographes et historiens ont avancé que John Tyler fut un chef de l'exécutif malchanceux et incapable dont la présidence fut très imparfaite ». Dans sa biographie de 2003, Dan Monroe observa que la présidence de Tyler est « généralement considérée comme l'une des moins réussies ». Robert Seager II écrivit en 1963 que Tyler « n'était ni un grand président ni un grand intellectuel » et ajouta qu'en dépit de quelques succès, « son administration a été et doit être considérée comme un échec suivant les critères modernes de réussite ». Une enquête réalisée par la chaine de télévision C-Span en 2009 auprès de 65 historiens classa Tyler à la 35e place parmi les 42 personnes ayant exercé la fonction.

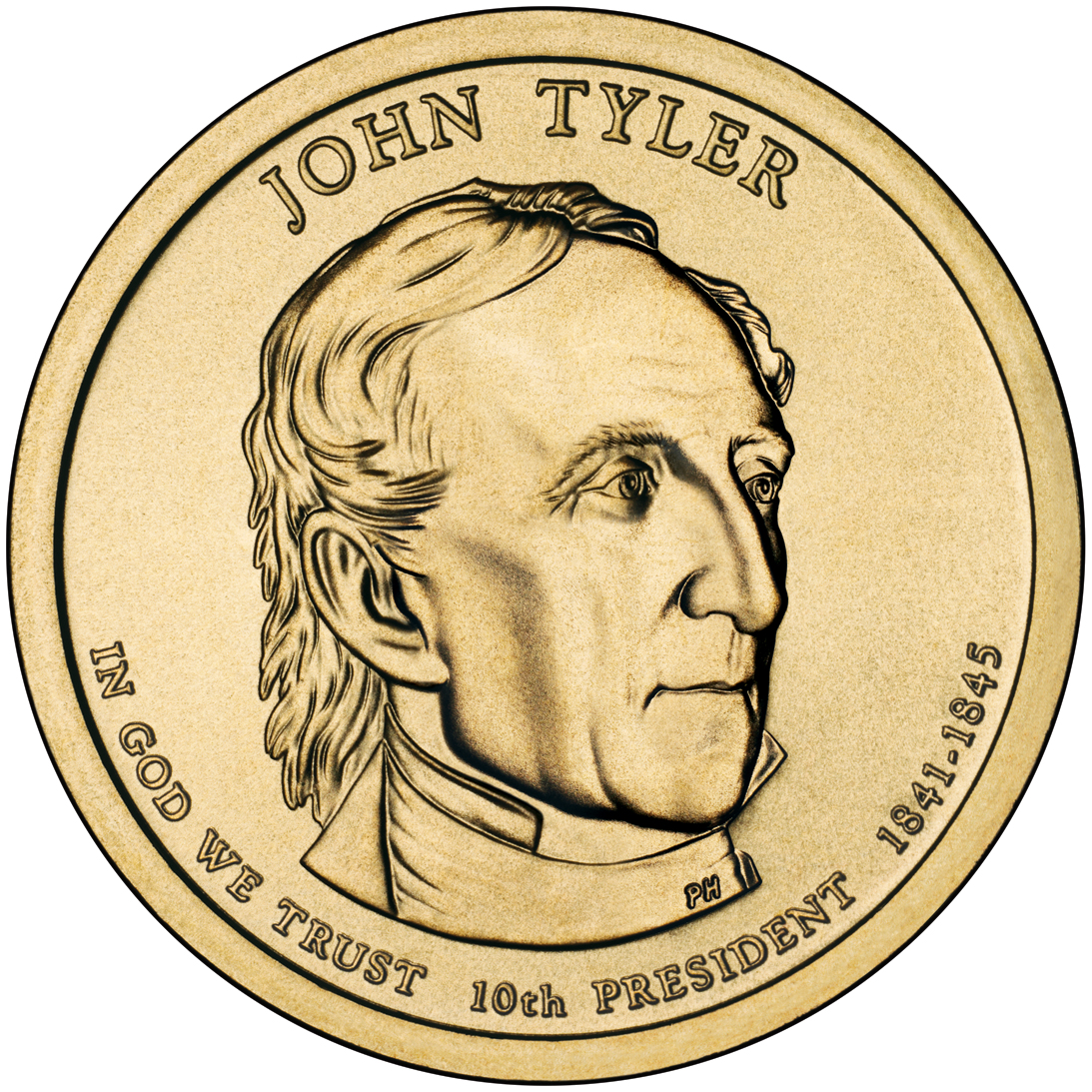
Pièce de la série du dollar présidentiel à l'effigie de Tyler

Malgré sa piètre image, certains ont avancé que les réussites de Tyler et sa détermination politique devaient jouer en faveur d'un traitement plus favorable. La décision de Tyler d'assumer l'ensemble des pouvoirs présidentiels à la mort de Harrison « établit un précédent extrêmement important » selon une esquisse biographique du Miller Center of Public Affairs de l'université de Virginie. L'article note également que « Tyler peut revendiquer une politique étrangère ambitieuse et réussie grâce aux efforts de son secrétaire d'État Webster ». Monroe crédite Tyler pour des « réussites comme le traité Webster-Ashburton qui annonça de meilleures relations avec la Grande-Bretagne et l'annexion du Texas qui ajouta des millions d'acres au domaine national ». Crapol avança que Tyler était un « président plus fort et plus efficace que ce qui est généralement avancé » tandis que Seager écrivit : « Je le considère comme un homme de principes courageux, un défenseur honnête de ses croyances. C'était un président sans parti ». Le livre Recarving Rushmore (2009) classant les présidents en termes de paix, de prospérité et de liberté plaça Tyler à la première place. En revanche, son allégeance à la Confédération assombrit nombre de ces succès et pour Crapol, « la réputation historique de John Tyler ne s'est pas encore complètement relevée de la décision tragique d'avoir trahi sa loyauté et son engagement envers ce qu'il avait décrit comme « le plus grand intérêt américain », la préservation de l'Union ».
Alors que les universitaires ont à la fois critiqué et félicité Tyler, le grand public américain le connaît à peine. De nombreux auteurs ont noté que Tyler est l'un des présidents les plus obscurs des États-Unis. Comme Seager le remarqua, « ses compatriotes se souviennent généralement de lui, s'ils en ont jamais entendu parler, comme la rime finale d'un slogan de campagne accrocheur ».